# داء بروتيني سنخي رئوي
الداء البروتيني السنخي الرئوي أو الداء البروتيني في الأسناخ الرئوية (بالإنجليزية: Pulmonary alveolar proteinosis)‏ يُعرف اختصاراً PAP. وهو اضطراب رئوي نادر يتميز بتراكم غير طبيعي لبروتينات شحمية مشتقة من السورفاكتانت (فاعل بالسطح الرئوي) داخل الحويصلات الهوائية في الرئة. تتداخل المواد المتراكمة مع التبادل الطبيعي للغازات وتمدد الرئتين، مما يؤدي في النهاية إلى صعوبة في التنفس وميل للإصابة بالإنتانات الرئوية. تم تقسيم الداء البروتيني السنخي الرئوي إلى ثلاثة أنواع فرعية وهي خلقي، ثانوي، مناعي ذاتي. يمثل المناعي الذاتي 90% من كل حالات الداء البروتيني السنخي الرئوي.

## تاريخ المرض
تم وصف الداء البروتيني السنخي الرئوي لأول مرة في عام 1958 من قبل صموئيل روزن (Samuel Rosen)، بنجامين كاسلمان (Benjamin Castleman)، وأفيريل ليبو (Averill Liebow). في سلسلة حالاتهم التي نشرت في نيو إنغلاند جورنال أوف ميديسين في 7 حزيران من ذلك العام، وصفوا 27 مريضاً لديهم أدلة مرضية على امتلاء الحويصلات الهوائية بمادة إيجابية لحمض شيف الدوري. تم التعرف لاحقاً على هذه المادة الغنية بالدهون لتدعى فاعل بالسطح الرئوي (السورفكتانت).
في عام 1960، كان الدكتور خوسيه راميريز ريفيرا (Jose Ramirez-Rivera) في مشفى الرعاية الصحية للمحاربين القدامى في بالتيمور قد أبلغ عن علاج الداء البروتيني السنخي الرئوي باستخدام غسل القصبات والأسناخ العلاجي، وقد وصف «الغمر القطعي» المتكرر كوسيلة لإزالة المواد السنخية المتراكمة.

## الآلية الإمراضية
تتطور الأشكال المختلفة من الداء البروتيني السنخي بسبب انخفاض مستويات العامل المنبه لمستعمرات المحببات والبلاعم (GM-CSF) أو بسبب ضعف وظيفة و/أو معالجة الفاعل بالسطح بواسطة البلاعم السنخية.

### دور العامل المنبه لمستعمرات المحببات والبلاعم
تشير العديد من الأدلة إلى أن نقص بروتين GM-CSF أو وظيفته يلعب دوراً رئيسياً في الداء البروتيني السنخي وهو مسؤول عن العيوب الملحوظة في معالجة الفاعل بالسطح.
الفئران المعدلة وراثياً التي تفتقر لمورثة GM-CSF، تراكم عندها الصميم البروتيني للفاعل بالسطح وكذلك الفاعل بالسطح في المساحات السنخية بشكل مشابه لمرضى الداء البروتيني السنخي الرئوي. إعادة تكوين مورثة GM-CSF يصحح بشكل كامل الداء البروتيني السنخي في هذه الفئران، كما يفعل العلاج بإرذاذات GM-CSF 
قد تفسر المناعة الذاتية الخلطية النقص الوظيفي لـ GM-CSF في البالغين المصابين بالداء البروتيني السنخي المكتسب. في مجموعة من 248 مريضاً يعانون من الداء البروتيني السنخي، تم العثور على أجسام مضادة مصلية لـ GM-CSF عند 90% منهم (داء بروتيني سنخي مناعي ذاتي)، أما ذوي الاختبارات السلبية للأجسام المضادة للعامل المنبه لمستعمرات المحببات والبلاعم وجد أن 10% لديهم أمراض معروفة بأنها تسبب داء بروتيني سنخي (داء بروتيني سنخي ثانوي) و<1% غير معروف السبب (داء بروتيني سنخي غير مصنف).

### دورالبالعات
تشير الموجودات في المرضى والفئران المعدلة وراثياً أن المعالجة الضعيفة للفاعل بالسطح بواسطة البلاعم السنخية تساهم في التسبب بالداء البروتيني السنخي.
يتغلب تراكم المواد الغنية بالفاعل بالسطح الرئوي بشكل تدريجي على البلاعم السنخية وآليات تنقية الخلية من النوع الثاني، مما يؤدي إلى ضعف البلعمة واندماج الجسيم الحال البلعمي.
قد تفسر الأسباب الأخرى لخلل البلاعم المكتسب، مثل العلاج بالعقاقير المثبطة للمناعة أو الأورام الدموية الخبيثة، الاكتشاف العرضي للداء البروتيني السنخي المرتبط بهذه الاضطرابات.

## الأعراض والعلامات

### الأعراض
عادة ما يكون ذو بداية تدريجية عند البالغين، كما وجد أن حوالي ثلث المرضى المصابين لاعرضيين. الأعراض الرئيسية هي زلة تنفسية تدريجية عند الجهد (52 إلى 94 %)، سعال (23 إلى 66 %)، إنتاج القشع (1 إلى 4 %)، التعب (0 إلى 50 %)، فقدان الوزن (0 إلى 43 %)، وحمى منخفضة الدرجة (1 إلى 15 %) تتطور على مدار أسابيع إلى أشهر. يعتبر السعال غير المنتج (السعال الجاف) شائعاً، وقد يحدث أحياناً إنتاج قشع على شكل قطع هلامية.
بين المرضى الذين يعانون من الداء البروتيني الثانوي بسبب متلازمة خلل التنسج النخاعي، تم الإبلاغ عن الحمى (45 %) والسعال (42 %).
قد تحدث الحمى عند مرضى الداء البروتيني السنخي الآخرين بسبب عدوى إضافية بالكائنات الحية مثل نوكاردية والمتفطرات والفطريات المستوطنة أو الانتهازية. في دراسة مكونة من 248 مريضاً يعانون من الداء البروتيني السنخي، وجد أربعة مرضى مصابين بداء الرشاشيات، ثلاثة مصابين بالمتفطرة السلية، واثنان مصابان بالمتفطرات اللانموذجية. في دراسة منفصلة مكونة من 70 مريضاً، وجد 10 مرضى مصابين بإنتانات الجهاز التنفسي (المتكيسة الرئوية، الإشريكية القولونية، والمستدمية النزلية).

### العلامات
غالباً ما يكون الفحص السريري طبيعي. توجد الكراكر (كَرْكَرَة وهي صوت حاد وقصير) أثناء إصغاء الصدر في حوالي (50%) من المرضى، ولكن يمكن أن تكون غائبة على الرغم من وجود أدلة شعاعية على الامتلاء السنخي، قد يكون سبب ذلك امتلاء الأحياز الهوائية القاصية بالسوائل بشكل كامل مما يجعل حركة الغازات غائبة. كما نجد تعجر الأصابع وزرقة في حوالي (25%).

## التشخيص
يعتبر تنظير القصبات المرن مع فحص الغسالة القصبية السنخية، وإن أمكن خزعة الرئة عبر القصبات مفتاح للتشخيص. يتم تشخيص PAP بالاعتماد على أعراض المريض، صورة الصدر، والتقييم المجهري لغسالة/ خزعة الرئة. الاختبارات الإضافية للأجسام المضادة لمضاد GM-CSF مفيدة للتأكيد.

### الموجودات الشعاعية

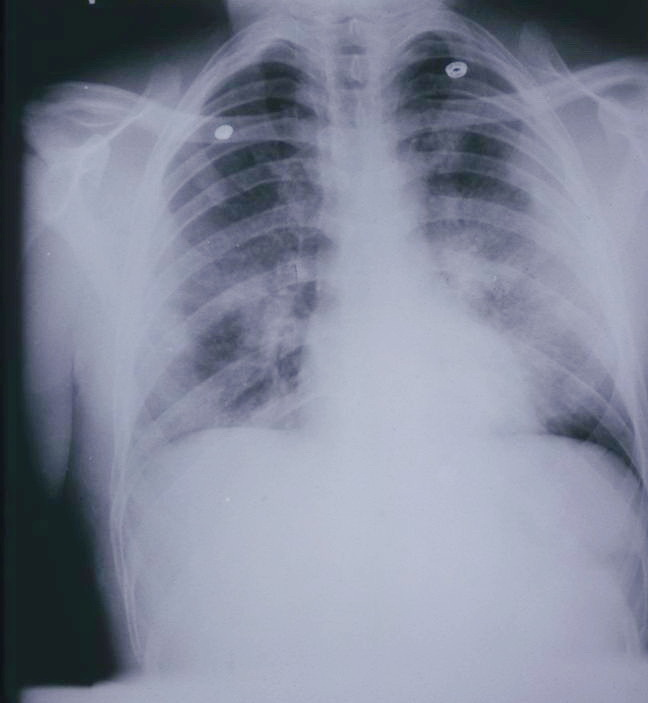
صورة صدر شعاعية بسيطة تظهر الداء البروتيني السنخي الرئوي

على الرغم من أن كل من الأعراض وموجودات التصوير موصوفة جيداً، إلا أنها غير نوعية ولا يمكن تمييزها عن العديد من الحالات الأخرى. على سبيل المثال، قد تظهر صورة الصدر البسيطة عتامة سنخية، وقد يظهر التصوير الطبقي المحوسب مظهر «الحجارة المرصوفة»، وكلاهما يظهر بشكل شائع في العديد من الحالات الأخرى. وبالتالي، فإن التشخيص يعتمد في المقام الأول على موجودات التشريح المرضي.

### موجودات الغسالة أو الخزعة
يتم الحصول على غسالة رئوية أو أنسجة لتحليل التشريح المرضي باستخدام غسل القصبات والأسناخ و/ أو خزعة الرئة. تُظهر نتائج الخزعة المميزة امتلاء الحويصلات الهوائية (وأحياناً القصبات الهوائية الانتهائية) بمادة غير متجانسة محبة للحمض، والتي تتلون بشدة على صبغة PAS. في حين تبقى الحويصلات الهوائية المحيطة والخلايا الرئوية الخلالية طبيعية نسبياً. يُظهر الفحص المجهري الإلكتروني للعينة جسيمات صُفاحية تمثل الفاعل بالسطح. يتداخل التشخيص مع أمراض ذات نتائج مماثلة مجهرياً هي الالتهاب الرئوي بالمتكيسة الرئوية الجؤجؤية.

## المضاعفات
المضاعفات الرئيسية للمرض هي:
- الإنتانات الرئوية بالنوكاردية النجمية، المتكيسة الرئوية الجؤجؤية، والمتفطرة الرئوية الجوانية.[30]
- يمكن أن يؤدي الداء البروتيني السنخي الرئوي إلى التليف الرئوي و/أو القلب الرئوي.
- وُجد بعض الارتباط بين الأجسام المضادة الذاتية للعامل المنبه لمستعمرات المحببات والبلاعم وبعض حالات التهاب السحايا بالمستخفيات في المرضى ذوي المناعة الطبيعية.[31]

## العلاج
يعتمد تدبير الداء البروتيني السنخي الرئوي (PAP) على تطور المرض، الإنتانات الموجودة، ودرجة الضعف الفيزيولوجي. يرتكز التدبير الأساسي على الإزالة الميكانيكية للمواد البروتينية الدهنية بواسطة غسل الرئة الكامل. في الداء البروتيني السنخي الرئوي الثانوي، يتم علاج المرض المستبطن المسبب له. ثبت أن إعطاء العامل المنبه لمستعمرات المحببات والبلاعم الانشاقي والجهازي آمن وفعال في توفير تأثير علاجي مستديم في الداء البروتيني السنخي الرئوي المناعي الذاتي. يعتبر زرع الرئة هو الحل في حال الداء البروتيني السنخي الرئوي الخلقي أو المرحلة النهائية من المرض (القلب الرئوي وتليف الرئة).

## الإنذار
تم الإبلاغ عن معدل وفيات يصل إلى 30٪ خلال عدة سنوات من بداية المرض، ولكن قد يكون معدل الوفيات الفعلي أقل من 10٪. يزداد ظهور PAP الرئوي المعزول وقد يتراجع عفوياً على مدار عدة أشهر. أما إنذار الثانوي فهو يعتمد على المرض المسبب له.

## روابط خارجية
- https://www.uptodate.com/contents/causes-clinical-manifestations-and-diagnosis-of-pulmonary-alveolar-proteinosis-in-adults#H15
- https://emedicine.medscape.com/article/300615-overview
- http://www.orpha.net ORPHANET/ The portal for rare diseases and orphan drugs